# Сан Хуан
Вижте пояснителната страница за други значения на Сан Хуан.
Сан Хуа̀н (на испански: San Juan) е столицата и най-големият град на Пуерто Рико. Носи името на Йоан Кръстител (Йоан Предтеча).

## География
Градът има население от 434 374 жители (2000) и обща площ от 199 24 км² (76,90 мили²). Намира се на североизточния бряг на страната.

## История
Основан от испански колонизатори в началото на XVI век, той е второто селище от Новия свят на американския континент.
Старият град на Сан Хуан е пречислен към Националните паметници в САЩ, а така също присъства и в списъка на световното културно и природно наследство на ЮНЕСКО.
В него са разположени цитаделите „Сан Фелипе дел Моро“ и „Кастийо Сан Кристобал“. Океанският парк и „Кондадо“ са едни от най-популярните квартали, известни със своите плажове. „Исла Верде“ („Зеленият остров“) е квартал на самостоятелен остров в източната част на столицата. Това е един от най-модерните райони, пълни с хотели, ресторанти, казина и дискотеки.

## Известни личности
Родени в Сан Хуан
- Бенисио дел Торо (р. 1967), актьор
- Луис Мигел (р. 1970), певец
- Рики Мартин (р. 1971), певец
- Карлос Понсе (р. 1972), актьор
- Хоакин Финикс (р. 1974), актьор
- Джесика Мас (р. 1976), актриса
- Луис Фонси (р. 1978), певец
- Синтия Олавария (р. 1982), актриса
- Лаура Кармине (р. 1983), актриса
- Осуна (р. 1992), певец

На острова всички те са наричани „Санхуанерос“.
Починали в Сан Хуан
- Хуан Рамон Хименес (1881 – 1958), испански поет и писател
- Пау Казалс (1876-1973), каталонски виолончелист
- Хектор Камачо (1962-2012), боксьор

## Побратимени градове
- Картахена, Колумбия
- Хонолулу, Хаваи, САЩ
- Гватемала, Гватемала
- Сиудад Обрегон, Сонора, Мексико
- Дубай, ОАЕ
- Хавана, Куба
- Маастрихт, Холандия
- Токио, Япония
- Ла Пас, Боливия
- Мадрид, Испания[1]
- Кито, Еквадор
- Сан Фелипе де Пуерто Плато, Доминиканска република
- Санто Доминго, Доминиканска република
- Сантяго де лос Кабайерос, Доминиканска република

## Спорт
Столицата е дом на футболния клуб „ГПС Пуерто Рико“.

## Галерия
- Пристанището на Сан Хуан
- Улица в Стария град
- Стария Сан Хуан „Ел Моро“ от въздуха